# Демидовка (Самарская область)
Демидовка — село в Сызранском районе Самарской области России. Входит в состав сельского поселения Варламово.

## История
Село основано предположительно в начале XVIII века. Население — свободные крестьяне — однодворцы, потомки возводивших Сызранскую крепость и Кашпирский укреплённый пункт.
До революции село входило в состав Троицкой волости Сызранского уезда. В селе насчитывалось примерно 300 дворов, была своя деревянная церковь с престольным праздником — Ильин день.
В начале XIX века помещик Иван Гаврилович Дмитриев решил выкупить демидовские земли и присоединить их к своему имению. На тот момент в деревне проживали 136 мужчин и 121 женщина. 9 ноября 1815 года по решению Сената, подтверждённому Мнением Государственного Совета, Демидовка была передана в владение Дмитриеву. Однако крестьяне отказались ему повиноваться, не желая становиться крепостными. В 1816 году в Демидовку вошли войска, чтобы привести крестьян в повиновение, и двое жителей села были переданы суду. После этого Дмитриев часть демидовских крестьян продал, а часть перевёл в село Опалиху Симбирского уезда.
В 1918 году в Сызрани произошёл белочешский мятеж, на подавление которого направили дивизию под командованием Г. Д. Гая. Разведотряды Гая проходили через Демидовку и выстрелом из орудия разрушили барский дом.

## Население
| 2010 |
| ---- |
| 169  |